# Land- und Stadtgericht Beverungen
Das Land- und Stadtgericht Beverungen war von 1815 bis 1847 ein Land- und Stadtgericht mit Sitz in Beverungen.

## Geschichte
Im Königreich Westphalen wurde die Gerichtsorganisation nach französischem Vorbild vereinheitlicht, siehe Justizwesen im Königreich Westphalen. Für den Kanton Beverungen war das Friedensgericht Beverungen zuständig, für den Distrikt Höxter das Tribunal Höxter. Nach dem Ende des Königreichs Westphalen im Jahr 1813 blieben die Gerichte zunächst bestehen. Da der Appellationshof Kassel aber nun zum Kurfürstentum Hessen gehörte, entfiel die Möglichkeit zu Appellation gegen Urteile der nun preußisch gewordenen Gerichte im Regierungsbezirk Minden. Daher verordnete Zivilgouverneur Ludwig von Vincke, dass die Tribunale zu Paderborn und Höxter jeweils für einander die Appellationsinstanz bilden sollten. Ab 1815 bildete das Oberlandesgericht Minden bzw. Oberlandesgericht Paderborn das Instanzengericht. Anstelle des Friedensgerichtes wurde nun ein Land- und Stadtgericht eingerichtet.
Der Sprengel des Gerichts umfasste die Kirchspiele Beverungen, Herstelle, Jakobsberg, Borgholz und Tietelsen, die Gutsbezirke Dinkelburg und Winterhof sowie die Dorfschaft Willegassen.
Durch Reskript vom 5. Juli 1847 wurde das Land- und Stadtgericht Beverungen in eine Gerichtskommission des Land- und Stadtgerichts Höxter herabgestuft. 1949 wurde diese in eine Gerichtskommission des Kreisgerichts Höxter umgewandelt.